# 陆秀夫墓
陆秀夫墓是宋代陆秀夫死后為纪念他而建的坟墓。
据传，陆秀夫投海后，其尸体漂近海边，被人捞起，葬于二城（即今台山市大广海湾经济区都斛镇义城村）。推翻元朝统治的明初（1370年间），有人曾在该处为陆秀夫建起了庄严的坟墓，坟旁盖有房子，墓前设置石马石狮，并设有守墓人家。二城村就是原来的守墓人家发展起来的。
到清代，二城村中的当权派区长德贪图陆秀夫墓地好风水，为建屋而毁墓。他将墓前石狮、石马丢落河涌，把沉香棺搬到村北的校场岗焚毁；墓碑也断成两截，残存的一截阔50厘米，长80厘米，仍见凿有云样图案和斧凿过的痕迹。据说当年区长德毁墓，还威胁村中人不准外传，对外来访寻陆秀夫墓的人说此地是义城不是二城，二城在新会。
义城村中的陆秀夫墓被毁，但在远离崖门海口几十公里的联安马山腰，还有一座较为完好的陆秀夫墓。马山，在联安圩南五里。墓是土坟，石碑刻着：“宋左柱国左丞相讳秀夫谥忠贞陆府君墓”，旁刻“祀孙赐进士出身诰授中宪大夫署广西按察使司分巡右江兵备道苍霖乡进士行中、树英、文祖、行康、锦泉等重修”。清朝中期，陆秀夫的后裔子孙争取恢复义城村的旧墓不可得，决定另寻一处风水宝地筑墓。风水名师追龙寻穴，一直追到台山三合镇联安与开平东山镇交界的马山，看到该山酷似奔马，且山灵水秀，气势恢宏，是风水宝地。于是选择在马山上的“马舌”重新修建陆秀夫墓。这是陆秀夫的后裔建造的，很可能是在访原墓不复得的情况下建的衣冠冢。由于这座坟墓还较完好，历代都有人前来凭弔。清末民初台山诗人余友夔，曾写一首《马山 陆丞相墓》诗。诗道：
群山奔赴两崖苍，上有遗坟是国殇；
何必马山争烈骨，早随鱼腹殉孱王。
江山戎马收南渡，人物衣冠付北邙；
无补安危拚一死，英雄志事最堪伤。
陆丞相殉国四年后，元朝枢密院副使兼潮州路总管丁聚，仰慕陆秀夫高风亮节，为使陆公魂有所依，遂于南澳青径口为陆太夫人营墓，并题碑“宋忠臣左丞相陆公墓”，此墓也称“魂依墓”。
明正德14年（1519年），潮州的地方长官又在潮州的东郊，拨官田百亩，正式建成有石人、石马、石牌坊，具有一定规模的“衣冠墓”。可惜在20世纪50年代大规模平整土地中，墓园曾被夷为平地、碑石散失。1995年，在潮汕的陆氏后裔又将此墓扩建为陵园。近年陆公墓碑又被发现。潮汕陆氏宗亲联谊会各乡代表经过商议，于2003年才把东郊的陆秀夫墓碑迁至英山村枫塘山重建陆公墓并扩为陵园。原广东省省长卢瑞华为陵园石牌坊题写“宋左丞相陆秀夫陵园”。原汕头市政协主席李习楷为陵园碑记亭题写匾额。